# Gråt i mörker
Gråt i mörker är den första boken i Björn Hellbergs kriminalromanserie om Sten Wall och hans kolleger.
Den utkom första gången 1981 och har släppts i nya utgåvor år 1994, 2001 och 2019. I denna bok presenterar Björn Hellberg för första gången polismännen Sten Wall, Helge Boström och Carl-Henrik Dalman. Efter Gråt i mörker så har ytterligare 28 böcker med kommissarien Sten Wall. kommit ut, senast Vena Amoris (2022), Den ultimata stölden (2023) och Rendezvous (2024). 
Boken Gråt i mörker utspelar sig i ett litet samhälle med kustmiljö – "Staden". Många har gjort tolkningar kring var denna stad ligger och enligt Björn Hellberg finns det en svensk stad, som har många likheter med denna – (Laholm x tre).